# 井﨑正浩
井﨑 正浩（いざき まさひろ、1960年5月28日 - ）は、日本の指揮者。

## 経歴
福岡教育大学では安永武一郎教授に師事し、指揮・歌・ピアノを学んだ。在学中に文部省（当時）の奨学金を得てウィーン国立音楽大学に留学し、カール・エスターライヒャー、湯浅勇治、ギュンター・トイリンクの各教授に師事して、作曲・指揮・合唱指揮を学んだ。
福岡教育大学卒業後は、1988年から1990年にかけて東京学芸大学で作曲・指揮の修士課程を修了した。
1995年、ハンガリー国営テレビ主催の第8回国際指揮者コンクールで第1位を受賞して国際的に注目を集めた。これを機に、ハンガリー国内の主要オーケストラや国立歌劇場、ブダペスト・オペレッタ劇場などでの指揮活動を本格化させた。
同年より日本フィルハーモニー協会合唱団の常任指揮者を務める。1998年から2001年までソンバトヘイ市のサヴァリア交響楽団の芸術監督兼常任指揮者、2007年からはソルノク市の音楽総監督ならびにソルノク市立交響楽団の常任指揮者を務めている。
国際的な指揮活動も活発で、2012年にはモスクワのViva Celloフェスティバルにてロシアナショナル管弦楽団を指揮し、2013年にはベルリン交響楽団を指揮したのをはじめ、アメリカ、韓国、ドイツ、スイス、オーストリア、スペイン、スロヴェニア、スロヴァキアなどにおいても指揮を行っている。。

## 子どものころの実績
高校在学中に、校歌選定コンクールに応募した作品が採用され、その楽曲は福岡市立長丘中学校の校歌として正式に制定された（1978年〈昭和53年〉10月制定）。この作品は現在も同校の校歌として使用されている。

## 受賞歴
- 1995年 - ハンガリー国営テレビ 第8回国際指揮者コンクール 第1位[8]
- 2015年 - ソルノク市 カポシュヴァーリ・ジュラ賞（Kaposvári Gyula-díj）[9]
- 2015年 - ハンガリー政府より ハンガリー金十字勲章（Magyar Arany Érdemkereszt）[10]
- 2020年 - 日本国外務省 外務大臣表彰[11]
- 2022年 - ヤース＝ナジクン＝ソルノク県 プリマ賞（Jász-Nagykun-Szolnok megyei Prima-díj）[12]

## 音楽観・指揮スタイル
井﨑は、西欧音楽の伝統に深く根ざしたアプローチと、日本的な繊細さを併せ持つ指揮者として「ヨーロッパの精神を持つ日本人」（Új Néplap紙）と評された。特に合唱指揮においては、声の響きを細部まで丁寧に構築する手腕に定評がある。
また、彼の音楽作りは「共感と対話」に基づいており、リハーサルにおいても演奏者とのコミュニケーションを重視する姿勢が特徴的である。オーケストラとの信頼関係を築くことで、スコアの奥行きを最大限に引き出すことを目指している。
自身のインタビューでは、「譜面に書かれていない“沈黙”の部分にこそ、作曲家の魂が宿る」と語っており、楽曲の構造だけでなく、作品が生まれた背景や詩的ニュアンスにも強い関心を持っている。
レパートリーは広く、特にハンガリーや東欧の作品にも及び、コダーイやバルトークなど母国語と密接な関係を持つ音楽に対しても深い理解と情熱を持っている。